# Дуфвениус, Юлия
Элин Юлия Дуфвениус Воллтер (в девичестве Дуфвениус, родилась 8 октября 1975 года) шведская актриса. Она принимала участие в телешоу, фильмах и театральных постановках. Ее звездной ролью стала игра в телевизионном мини-сериале «Glappet» (1997 год). Также Дуфвениус сыграла второстепенную роль в последнем фильме режиссера Ингмара Бергмана «Сарабанда».

## Ранние годы
Юлия Дуфвениус родилась 8 октября 1975 года в Гётеборге, Швеция. Ее мать Лена, теле- и радио продюсер, занималась ее воспитанием, в то время они жили в общежитии. Ее отец работал в строительной отрасли. У Дуфвениус есть старшая сестра. В детстве Юлия играла второстепенные роли в театральных и телевизионных постановках своей матери. Ранние роли включали в себя игру в подростковом сериале SVT Den andra Våren (1989 год). Съемки проекта в основном проходили в Санкт-Петербурге, Россия. Оно так и не вышло на экраны после трагической гибели нескольких участников во время пожара во время съемок. После окончания средней школы Дуфвениус прошла стажировку в театре Backa, после чего она прошла обучение в академии музыки и драмы «Högskolan för scen och musik» Гётеборгского университета.

## Карьера
Ее творческая карьера пошла на взлет в 1997 году, когда она снялась в роли сильной и независимой женщины в мини-сериале SVT «Glappet». После окончания учебы она сыграла небольшую роль в постановке Ингмара Бергмана «Мария Стюарт» Фридриха Шиллера (2000 год) в Королевском драматическом театре. Что впоследствии привело к тому, что она получила специально написанную под нее роль в последнем фильме Бергмана «Сарабанда» в 2003 году. Она сыграла в нескольких постановках в Королевском драматическом театре, включая роль Риган в «Короле Лире» (2003 год), Софию в «Дяде Ване» (2008 год) и главную роль в «Джейн Эйр» (2009 год). В 2015 году Дуфвениус сыграла роль в немецком балете в Берлине. В постановке были задействованы актеры и режиссеры из нескольких европейских стран. Он был тематически вдохновлен пьесой Готхольда Эфраима Лессинга «Nathan the Wise».
Она играла роли в сериалах: Häxdansen (2008 год), Gynekologen i Askim (2011 год), Mammor! (2016 год), а также главную роль юриста в Heder (2019 год). После скандального движения «Me Too» в 2017 году она была в числе многих актрис, которые рассказывали истории о преследованиях в индустрии развлечений. Дуфвениус покинула Королевский драматический театр после жесткой критики в ее адрес из-за публичного рассказа о предполагаемых сексуальных домогательствах со стороны коллеги по театру. В 2019 году она появилась в реалити-шоу Stjärnorna på slottet.

## Личная жизнь
Дуфвениус замужем за актером Кристофером Воллтером, пара совместно воспитывает дочь и сына.